# Puiseux (Ardennes)
Pour les articles homonymes, voir Puiseux.
Puiseux est une commune française, située dans le département des Ardennes en région Grand Est.

### Description

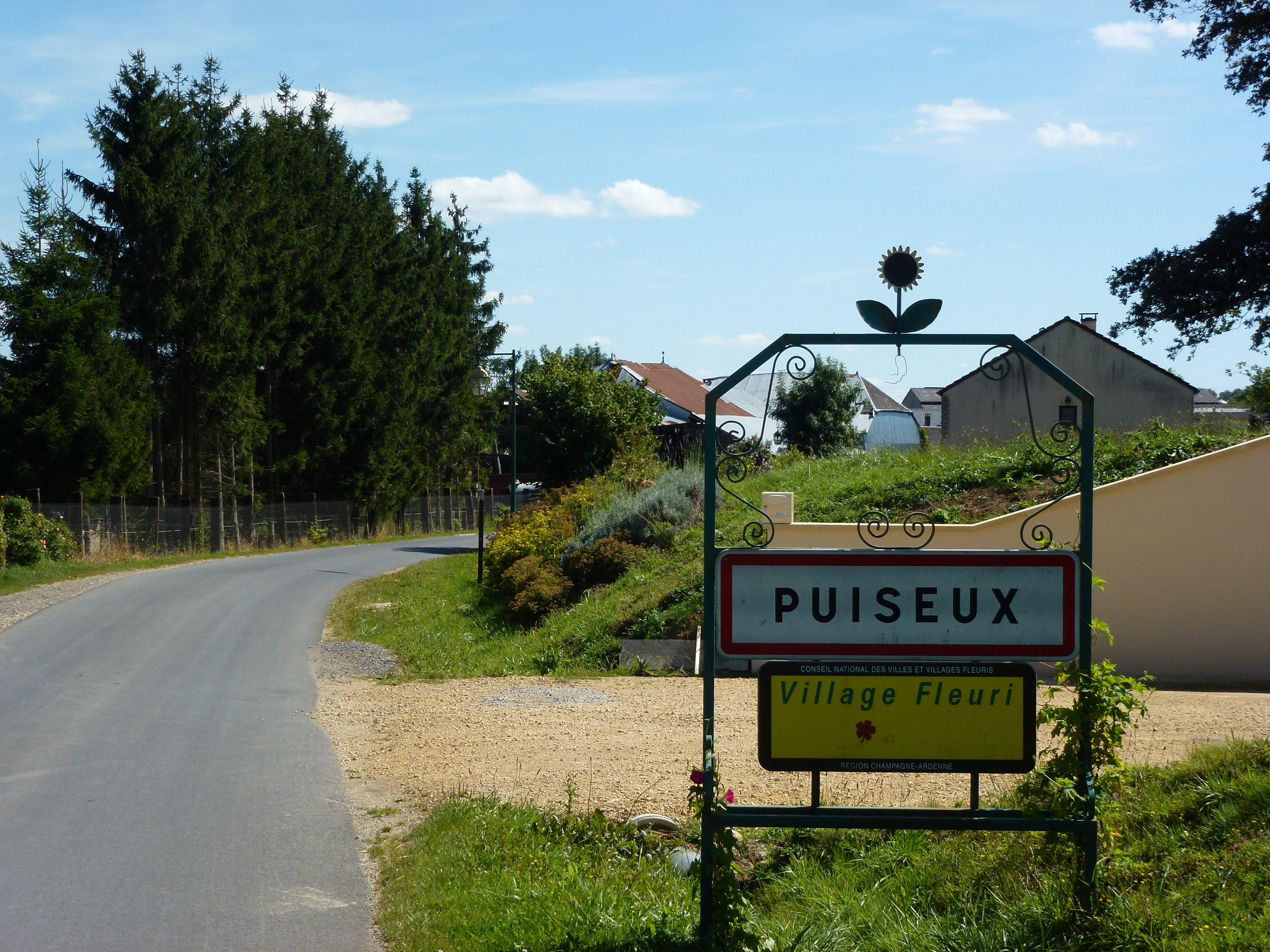
Entrée du village par la départementale D 8A.

## Géographie

### Communes limitrophes
| Faissault       |         | Villers-le-Tourneur |
|                 | Puiseux |                     |
| Saulces-Monclin |         | Vaux-Montreuil      |

### Géologie et relief
Puiseux se situe dans la partie centrale du département, et dans une zone de transition entre la Champagne crayeuse et le Massif ardennais, à la limite entre les Crêtes préardennaises, et le Porcien. Cette zone géographique se caractérise par une succession de crêtes ou côtes plus ou moins érodée. Dans le village lui-même, on trouve ainsi une partie haute (avec sa rue Haute), sur sol limoneux, et une partie basse sur une dépression argileuse.

### Hydrographie
La commune est dans la région hydrographique « la Seine du confluent de l'Oise (inclus) à l'embouchure » au sein du bassin Seine-Normandie. Elle est drainée par le ruisseau de la Chatelaine et le Fossé du Bois de Belinval,.

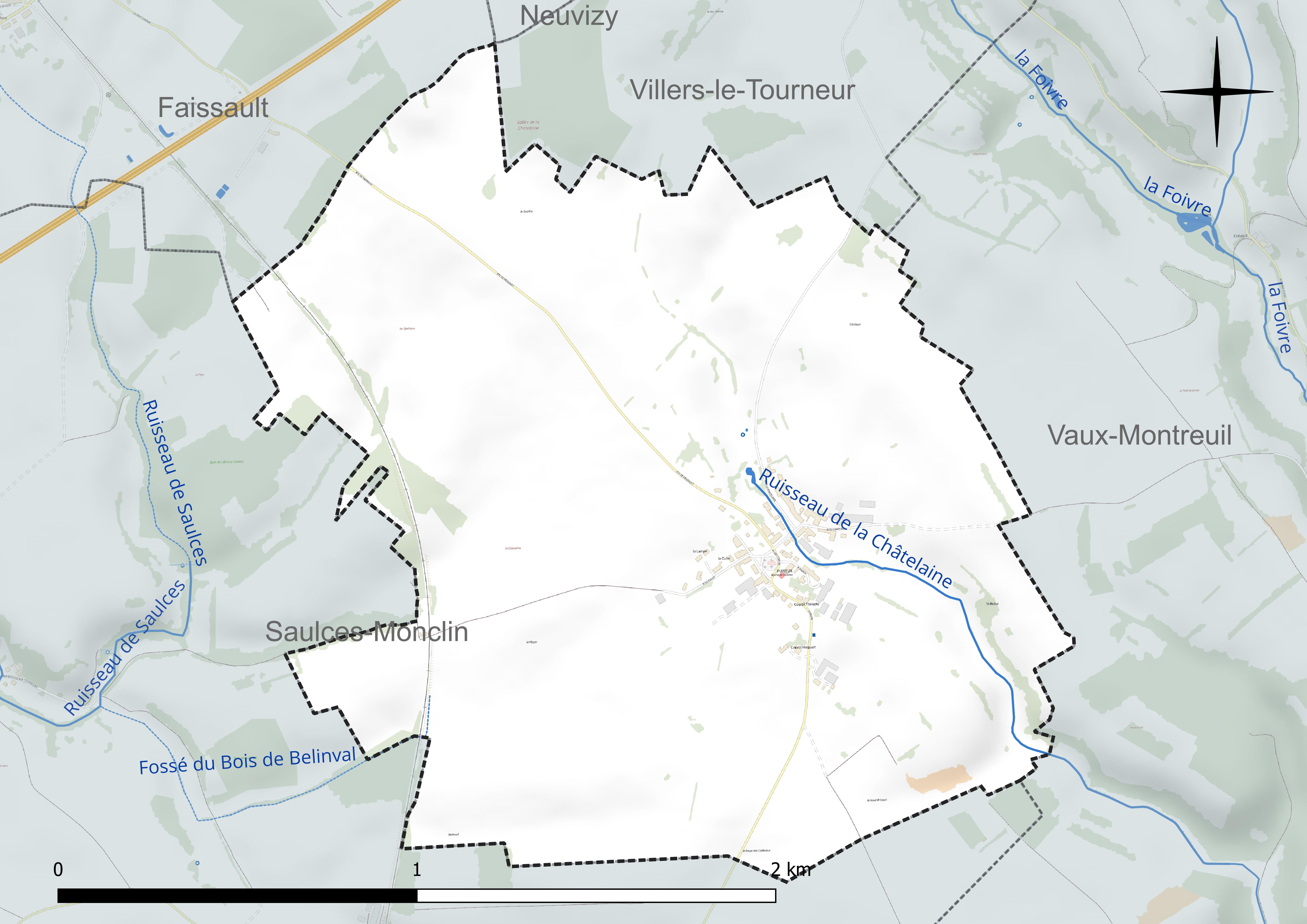
Réseau hydrographique de Puiseux.

### Climat
Pour des articles plus généraux, voir Climat du Grand Est et Climat des Ardennes.
En 2010, le climat de la commune est de type climat des marges montargnardes, selon une étude du Centre national de la recherche scientifique s'appuyant sur une série de données couvrant la période 1971-2000. En 2020, Météo-France publie une typologie des climats de la France métropolitaine dans laquelle la commune est exposée à un climat océanique altéré et est dans la région climatique Nord-est du bassin Parisien, caractérisée par un ensoleillement médiocre, une pluviométrie moyenne régulièrement répartie au cours de l’année et un hiver froid (3 °C).
Pour la période 1971-2000, la température annuelle moyenne est de 9,7 °C, avec une amplitude thermique annuelle de 15,4 °C. Le cumul annuel moyen de précipitations est de 904 mm, avec 13,1 jours de précipitations en janvier et 9,5 jours en juillet. Pour la période 1991-2020, la température moyenne annuelle observée sur la station météorologique de Météo-France la plus proche, « Launois-sur-Vence_sapc », sur la commune de Launois-sur-Vence à 7 km à vol d'oiseau, est de 10,5 °C et le cumul annuel moyen de précipitations est de 889,5 mm. 
La température maximale relevée sur cette station est de 39,4 °C, atteinte le 25 juillet 2019 ; la température minimale est de −12,8 °C, atteinte le 7 février 2012,,.
Les paramètres climatiques de la commune ont été estimés pour le milieu du siècle (2041-2070) selon différents scénarios d'émission de gaz à effet de serre à partir des nouvelles projections climatiques de référence DRIAS-2020. Ils sont consultables sur un site dédié publié par Météo-France en novembre 2022.

## Urbanisme

### Typologie
Au 1er janvier 2024, Puiseux est catégorisée commune rurale à habitat dispersé, selon la nouvelle grille communale de densité à 7 niveaux définie par l'Insee en 2022.
Elle est située hors unité urbaine et hors attraction des villes,.

### Occupation des sols
L'occupation des sols de la commune, telle qu'elle ressort de la base de données européenne d’occupation biophysique des sols Corine Land Cover (CLC), est marquée par l'importance des territoires agricoles (92,7 % en 2018), une proportion identique à celle de 1990 (92,7 %). La répartition détaillée en 2018 est la suivante : 
terres arables (59,8 %), prairies (30,6 %), zones urbanisées (7,3 %), zones agricoles hétérogènes (2,2 %). L'évolution de l’occupation des sols de la commune et de ses infrastructures peut être observée sur les différentes représentations cartographiques du territoire : la carte de Cassini (XVIIIe siècle), la carte d'état-major (1820-1866) et les cartes ou photos aériennes de l'IGN pour la période actuelle (1950 à aujourd'hui).

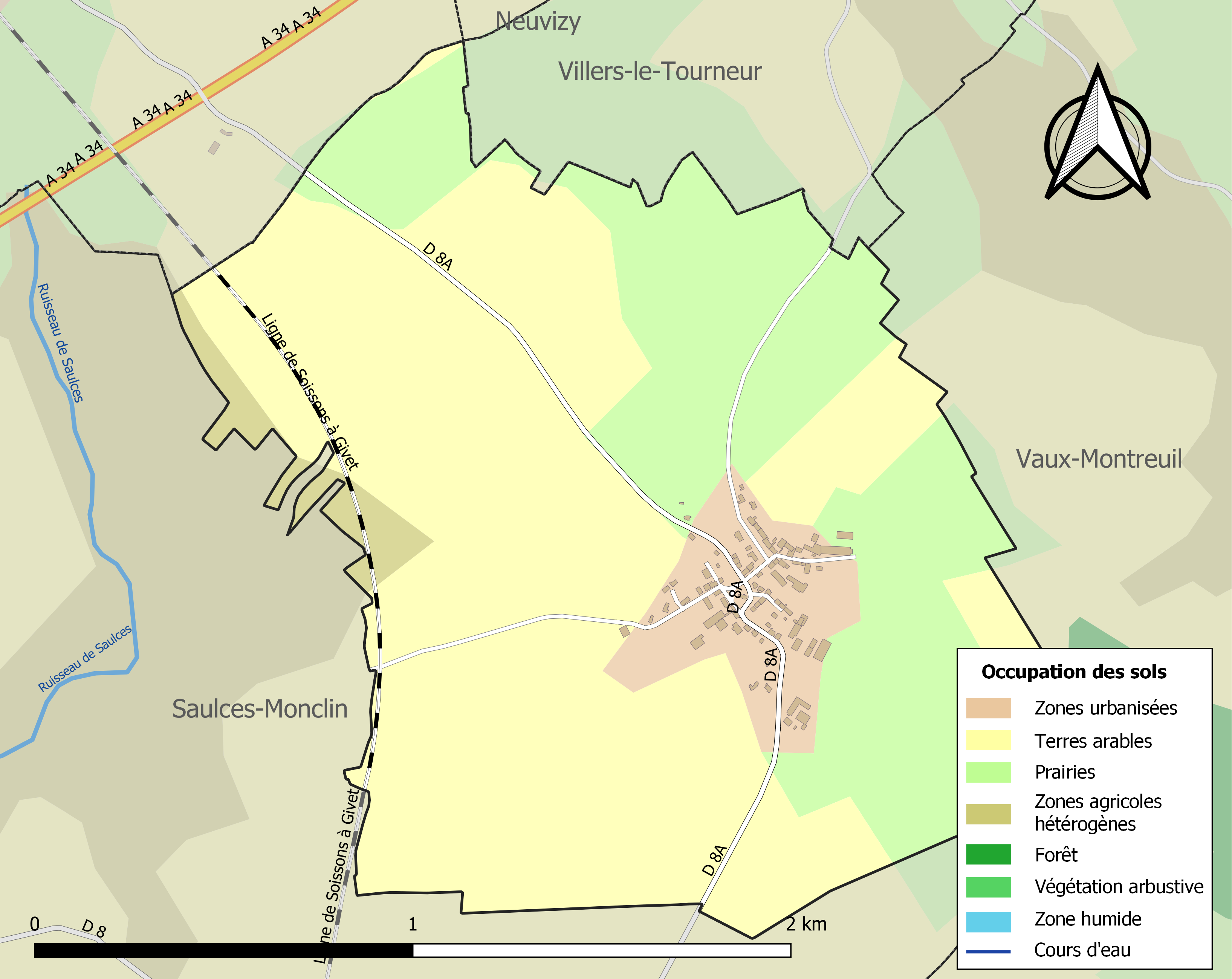
Carte des infrastructures et de l'occupation des sols de la commune en 2018 (CLC).

### Morphologie urbaine
Le parcellaire est découpé de façon géométrique autour de l'axe routier. Les maisons sont positionnées de façon parallèles à la rue, avec des dégagements communaux importants, le plus souvent, devant la façade, ce qui donne une importance aux espaces verts. Il y a une partie basse et une partie haute, mais pas vraiment de centre, même si l'église sert de carrefour et de point de convergence.

### Bâti
Le bâti, pour les maisons les plus anciennes, correspond soit à des maisons en pan de bois, correspondant à l'influence du Porcien, ou à des maisons de pierre calcaire, plus typiques des Crêtes préardennaises, avec trois types de pierre, le calcaire blanc de la Thiérache, le calcaire jaune de Dom-le-Mesnil, et le calcaire corallien issu de carrières locales. Celui-ci n'est pas le plus fréquent, étant de qualité moindre pour un usage en construction. Le village compte en 2007 moins d'une dizaine de fermes en activité. Des granges peuvent être intégrées au bâti ou isolées. La proximité de Charleville-Mézières, par l'A34, explique la construction de maisons neuves.

### Habitat et logement
En 2019, le nombre total de logements dans la commune était de 58, alors qu'il était de 57 en 2014 et de 49 en 2009.
Parmi ces logements, 75,9 % étaient des résidences principales, 3,4 % des résidences secondaires et 20,7 % des logements vacants. Ces logements étaient pour 93,1 % d'entre eux des maisons individuelles et pour 5,2 % des appartements.
Le tableau ci-dessous présente la typologie des logements à Puiseux en 2019 en comparaison avec celle des Ardennes et de la France entière. Une caractéristique marquante du parc de logements est ainsi une proportion de résidences secondaires et logements occasionnels (3,4 %) inférieure à celle du département (3,5 %) mais supérieure à celle de la France entière (9,7 %). Concernant le statut d'occupation de ces logements, 77,3 % des habitants de la commune sont propriétaires de leur logement (76,1 % en 2014), contre 60,5 % pour les Ardennes et 57,5 pour la France entière.
| Typologie                                               | Puiseux | Ardennes | France entière |
| ------------------------------------------------------- | ------- | -------- | -------------- |
| Résidences principales (en %)                           | 75,9    | 84,8     | 82,1           |
| Résidences secondaires et logements occasionnels (en %) | 3,4     | 3,5      | 9,7            |
| Logements vacants (en %)                                | 20,7    | 11,7     | 8,2            |

### Voie de communication et transport
L'autoroute A34 reliant Rethel à Charleville-Mézières ne passe pas sur le territoire de la commune, mais longe la limite avec Faissault, qui correspond à une sortie de cette autoroute située à quelques minutes. L'autoroute n'est pas visible du village, des zones végétales faisant écran. Une départementale, la D 8A, relie Puiseux à Faissault, et dans l'autre sens à Saulces-Monclin. C'est le seul véritable axe routier traversant le bourg, les autres rues étant des culs-de-sac ou des chemins agricoles.
Le territoire communal est bordé par la ligne de Soissons à Givet, mais les gares les plus proches sont la gare d'Amagne - Lucquy à une dizaine de kilomètres, et la gare de Rethel, à 16 km, toutes deux desservies par des trains régionaux TER Champagne-Ardenne. À 23 km se trouve la gare de Charleville-Mézières, desservie par des trains régionaux TER Champagne-Ardenne et par des TGV.

## Toponymie
Le nom Puiseux signifie le puits. Dans les documents anciens citant cette localité, on rencontre, selon Ernest Nègre, l'orthographe  Puisiex en 1228, Puisiues en 1253, Puisiaux en 1256, de Puteoolis vers 1312. Il reste aujourd'hui plus d'une vingtaine de puits visibles dans le village.

## Histoire

### Moyen Âge
L'an 673 est la première date qui émerge avec l'établissement d'un couvent (situé sur l'emplacement actuel de la mairie) en ce lieu, par un certain Bercharius. Le bourg se constitue sans doute autour de cet établissement, ainsi qu'une seigneurie rattachée au comté de Porcien, jusqu'au Xe siècle où le comté de Rethel prend de l'importance et supplante ici le comté de Porcien.
Au printemps 1359, lors de la guerre de Cent Ans, les troupes anglaises participant à la chevauchée d'Édouard III de Calais à Reims pillent les villages et incendient plusieurs châteaux dont un édifice à Puiseux au lieu-dit la Cour.

### Temps modernes
En 1521, c'est au tour de troupes germaniques de piller et incendier ce village qui souffre de sa proximité avec les limites du royaume. Les lignes de défense sur la frontière se consolident ensuite, permettant à cette région d'être un peu plus prospère. La route royale no 51 entre Rehel et Mézières passe en ce lieu, qui devient le premier relais de poste après Rethel, le second étant à Poix.

## Politique et administration

### Rattachements administratifs et électoraux

#### Rattachements administratifs
La commune se trouve dans l'arrondissement de Rethel du département des Ardennes.
Elle faisait partie depuis 1801 du canton de Novion-Porcien. Dans le cadre du redécoupage cantonal de 2014 en France, cette circonscription administrative territoriale a disparu, et le canton n'est plus qu'une circonscription électorale.

#### Rattachements électoraux
Pour les élections départementales, la commune est membre depuis 2014 d'un nouveau  canton de Signy-l'Abbaye
Pour l'élection des députés, elle fait partie de la première circonscription des Ardennes.

### Intercommunalité
Gruyères est membre de la communauté de communes des Crêtes Préardennaises, un établissement public de coopération intercommunale (EPCI) à fiscalité propre créé en 1995 et auquel la commune avait transféré un certain nombre de ses compétences, dans les conditions déterminées par le code général des collectivités territoriales.

### Liste des maires
| Période                                  | Période                       | Identité             | Étiquette | Qualité                                                             |
| ---------------------------------------- | ----------------------------- | -------------------- | --------- | ------------------------------------------------------------------- |
| Les données manquantes sont à compléter. |                               |                      |           |                                                                     |
| juin 1995                                | 2014                          | Robert Bocquillon    |           | Président de la CC des Crêtes Préardennaises (2008 → 2014)          |
| 2014                                     | mai 2020                      | Roberte Baudon-Dunel |           | Présidente de l'ADMR (Aide à domicile en milieu rural) des Ardennes |
| mai 2020                                 | En cours (au 2 décembre 2021) | Arnaud Bocquillon    |           | Agriculteur                                                         |

## Démographie
L'évolution du nombre d'habitants est connue à travers les recensements de la population effectués dans la commune depuis 1793. Pour les communes de moins de 10 000 habitants, une enquête de recensement portant sur toute la population est réalisée tous les cinq ans, les populations de référence des années intermédiaires étant quant à elles estimées par interpolation ou extrapolation. Pour la commune, le premier recensement exhaustif entrant dans le cadre du nouveau dispositif a été réalisé en 2008.

En 2022, la commune comptait 110 habitants, en évolution de −8,33 % par rapport à 2016 (Ardennes : −2,97 %, France hors Mayotte : +2,11 %).
| 1793 | 1800 | 1806 | 1821 | 1831 | 1836 | 1841 | 1846 | 1851 |
| ---- | ---- | ---- | ---- | ---- | ---- | ---- | ---- | ---- |
| 108  | 108  | 143  | 147  | 157  | 197  | 206  | 219  | 232  |

| 1866 | 1872 | 1876 | 1881 | 1886 | 1891 | 1896 | 1901 | 1906 |
| ---- | ---- | ---- | ---- | ---- | ---- | ---- | ---- | ---- |
| 234  | 224  | 231  | 208  | 227  | 215  | 211  | 191  | 188  |

| 1911 | 1921 | 1926 | 1931 | 1936 | 1946 | 1954 | 1962 | 1968 |
| ---- | ---- | ---- | ---- | ---- | ---- | ---- | ---- | ---- |
| 170  | 139  | 118  | 122  | 123  | 128  | 134  | 107  | 102  |

| 1975 | 1982 | 1990 | 1999 | 2006 | 2008 | 2013 | 2018 | 2022 |
| ---- | ---- | ---- | ---- | ---- | ---- | ---- | ---- | ---- |
| 91   | 84   | 96   | 80   | 98   | 103  | 121  | 113  | 110  |

La population de cette commune a augmenté de façon significative dans la première moitié  du XIXe siècle, passant d'une centaine d'habitants à 230. Puis elle s'est stabilisée de 1855 à 1880, et a commencé ensuite à décroître avec l'exode rural. En 1850, alors que le village est pratiquement à son maximum de population, l'Annuaire du département des Ardennes y comptabilise, outre les cultivateurs, une aubergiste, un épicier et marchand de tabac, un maréchal-ferrant qui est aussi réparateur de machines agricoles, un sabotier, un presseur de cidre, et un garde champêtre.

## Économie

### Revenus de la population et fiscalité
Le niveau de vie médian annuel des habitants s'élève en 2015  à 20 256 €, légèrement au dessus du revenu médian en France, 19 785 €. 46,6 % de foyers fiscaux de cette localité sont non imposables.
La commune de Puiseux perçoit un montant d'impôts locaux total de 19 000 €. Cela revient à une somme moyenne de 328 € par foyer fiscal, ce qui est inférieur à la moyenne du département des Ardennes (657 €). Concernant l'impôt sur le revenu, la population est taxée à hauteur de 635 € en moyenne et par foyer, montant moins élevée que l'impôt moyen prélevé au niveau du département.

### Emploi
La ville de Puiseux fait partie du bassin d'emploi de Reims. Le taux de chômage qui est, en 2016, de 10.50%.

### Entreprises et commerces
En 2012, trois entreprises de moins de 10 salariés sont implantées sur la commune. Il n'y a pas de commerces, en dehors de commerces ambulants.

## Culture locale et patrimoine

### Lieux et monuments

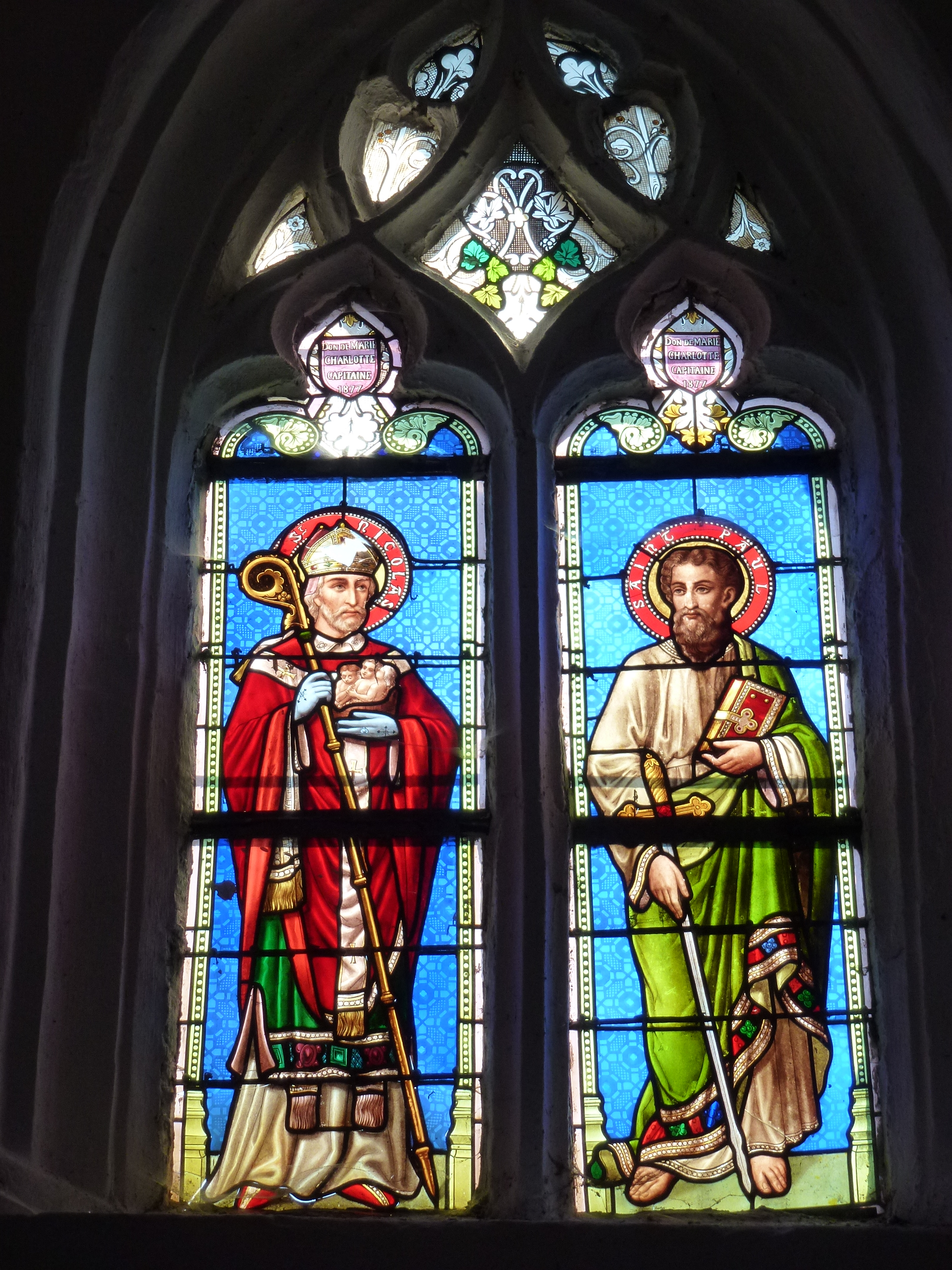
Un des vitraux de l'église Saint-Honoré.

Le bâti comporte des maisons anciennes, en pans de bois ou en pierre. On peut ainsi remarquer dans la rue Haute, qui fait face à l'église, des maisons en pierre parmi les plus anciennes, dont une comportant une date gravée, 1778.
L'église Saint-Honoré est implantée au centre d'un carrefour, au milieu d'une place et d'un cimetière. La nef initiale remonte probablement au XIIe siècle et XIIIe siècle, mais le bâtiment a subi les vicissitudes du village, notamment pendant la guerre de Cent Ans, et a du être reconstruit. La nef est à vaisseau unique sur trois travées, suivie d'un chœur composé d'une travée droite et d'une abside à trois pans. Une sacristie y est accolée ainsi qu'une tourelle d'escalier demi-hors-œuvre. Le chœur a été reconstruit vers 1500. La façade occidentale et les voûtes de la nef sont du XVIIIe siècle. Deux bancs de stalles, soit quatre sièges, aux miséricordes sculptées, sont également du XVIIIe siècle. Des vitraux du XVIe siècle ont été remplacés à la fin du XVIIIe siècle par des créations de la maison Marquant-Vogel. Le sol de l'allée centrale de la nef et du chœur sont couverts d'un damier de carreaux d'ardoise de couleurs grises, violettes et noires. Le clocher de plan carré, au dessus-de la façade occidentale, est surmontée d'une flèche polygonale, la nef et une partie du chœur par un toit en ardoise à longs pans, et l'abside par un toit en ardoise polygonal,,.

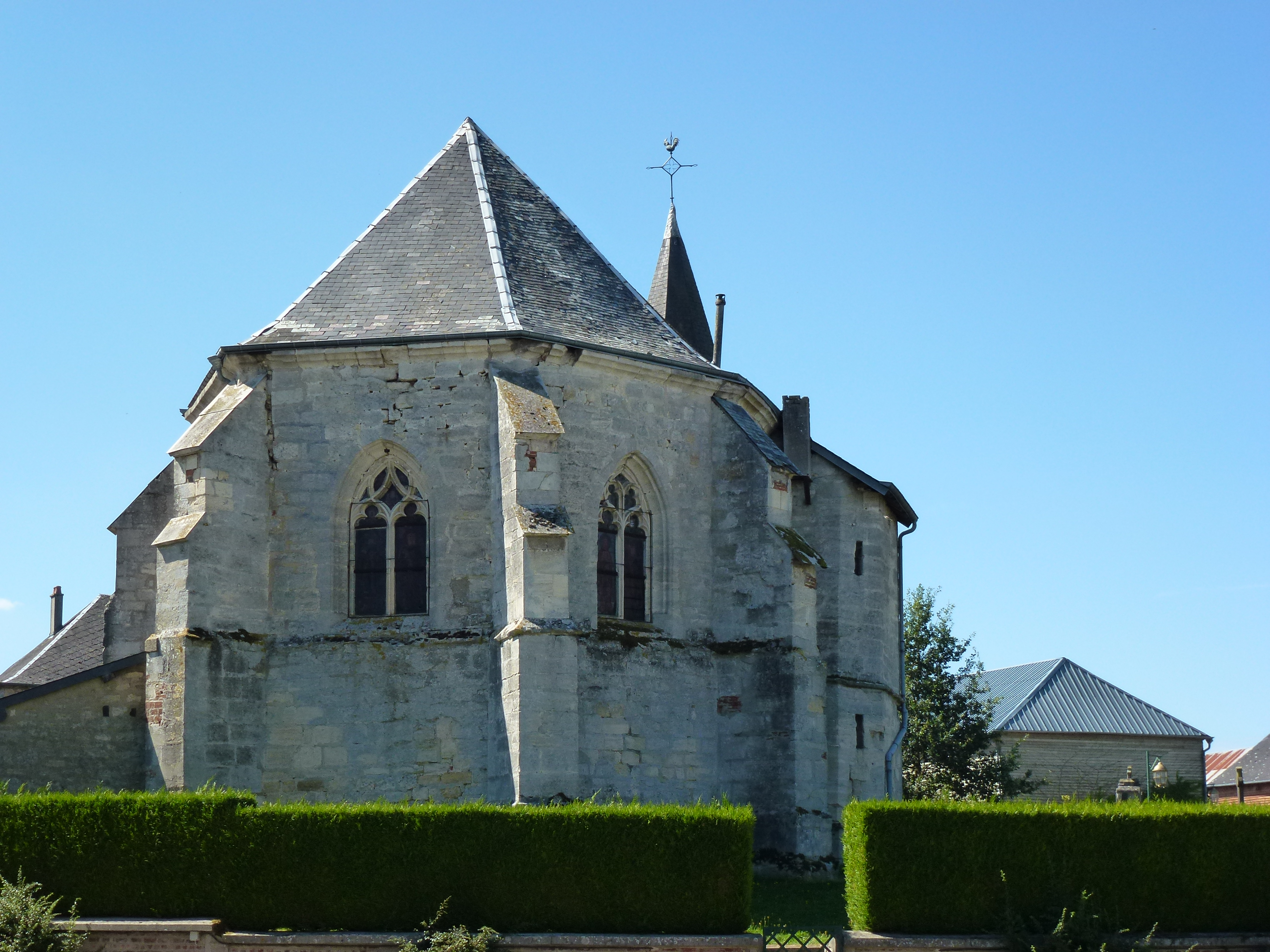
Chevet.
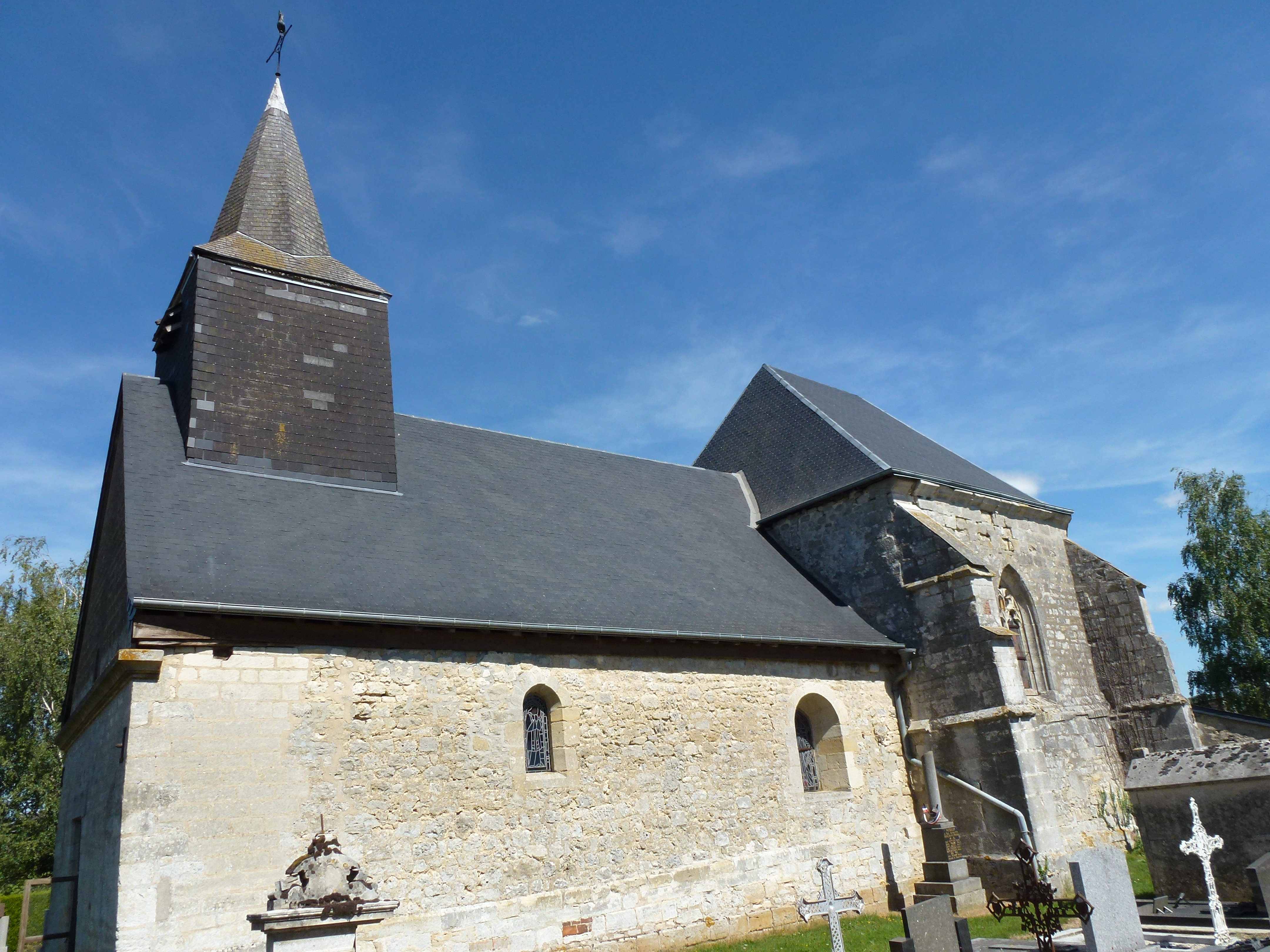
Vue extérieure de l'église.
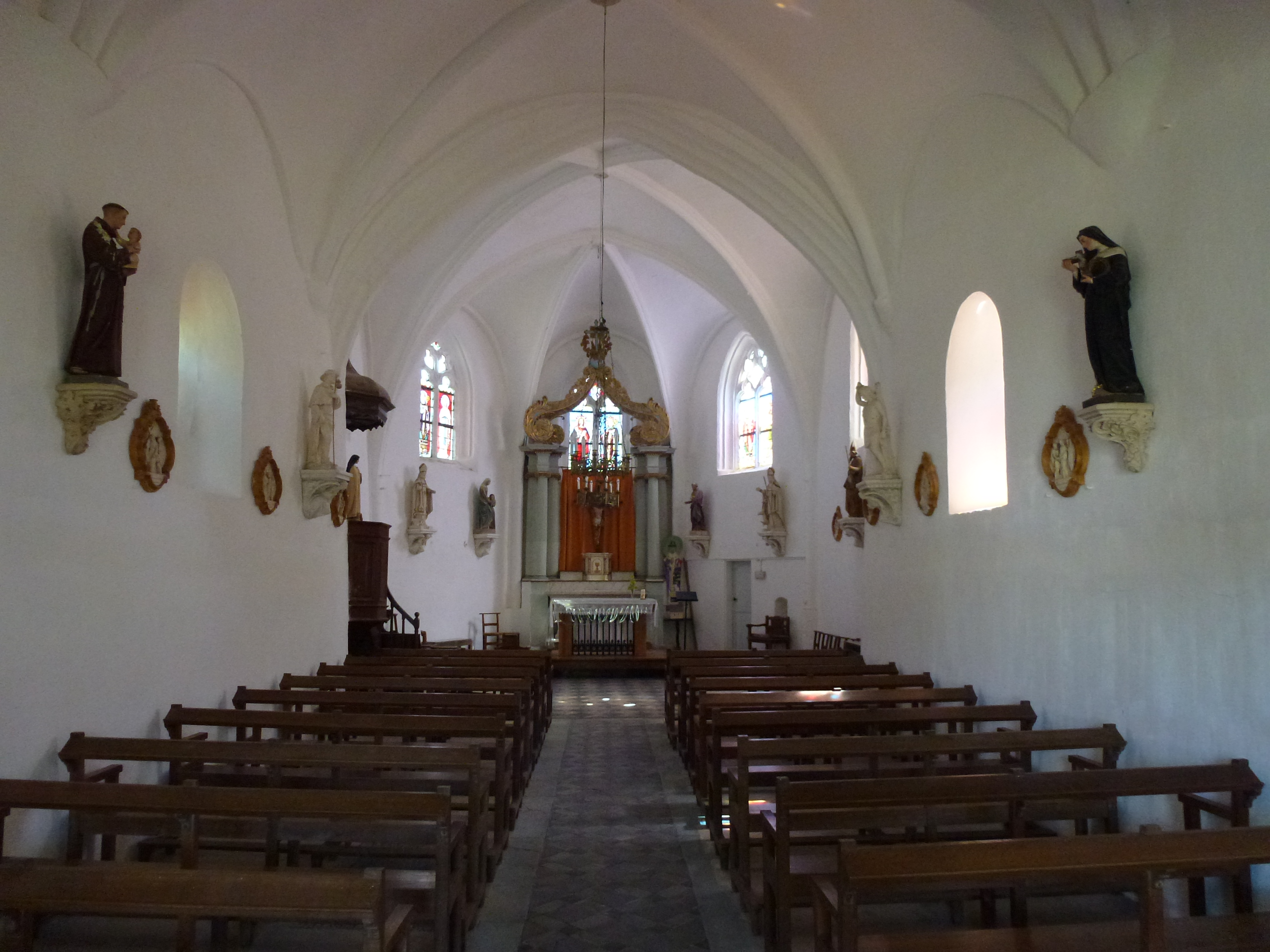
Vue intérieure.

### Personnalités liées à la commune
Octave Guelliot cite quelques familles de la noblesse ardennaise, ayant eu des terres à Puiseux : les Maillart (famille implantée notamment au château de Landreville, au sud-est du département), les Lescuyer et les Montguyon.

### Héraldique
Pour un article plus général, voir Armorial des communes des Ardennes.
| Blason de Puiseux | Blason  | Gironné d'or et d'azur de douze pièces ; sur le tout, parti d'argent à une merlette de sable et de gueules à une fleur de lys d'or. |
| Blason de Puiseux | Détails | Armes d'Henri de Vouziers, seigneur de Puiseux en 1402, auxquelles furent ajouté une merlette, reprise des armes de Gérard de Lescuyer, également seigneur, et une fleur de lys, figurant en nombre dans les armes de l'abbaye Saint-Pierre-les-Dames, décimatrice de Puiseux. Adopté le 2 mai 2006. |